# Selecció d'hoquei sobre patins masculina de Colòmbia
La selecció d'hoquei sobre patins masculina de Colòmbia és l'equip masculí que representa la Federació Colombiana de Patinatge en competicions internacionals d'hoquei sobre patins. La Federació Colombiana es va fundar l'any 1954.
L'any 1988 va guanyar el Campionat del Món "B".

## Palmarès
- 1 Campionat del món "B" : 1988